# Gnosippus anatolicus
Espèce
Gnosippus anatolicus est une espèce de solifuges de la famille des Daesiidae.

## Distribution
Cette espèce est endémique de Turquie.

## Description
La femelle holotype mesure 11,5 mm.

## Étymologie
Son nom d'espèce lui a été donné en référence au lieu de sa découverte, l'Anatolie.

## Publication originale
- Roewer, 1961 : Einige Solifugen und Opilioniden aus der Palearctischen und äthiopischen. Région.  Seckenbergiana Biologica, vol. 42, no 5/6, p. 479-490 (texte intégral).